# Змішана економіка
Змішана економіка (англ. mixed economy) — економічна система, у якій інформацію передають переважно у спонтанному порядку або за допомогою цінових сигналів, а більшість обмежених ресурсів (зокрема капітал) перебуває у приватних власників.

## Основні параметри
Її функціонування залежить як від приватних компаній та господарств, так і від уряду країни.
Для змішаної економіки сучасних розвинених країн характерне поєднання принципів самостійності та певної централізації в управлінні національним виробництвом. Це стосується не лише відносин між державою і корпораціями, а й організації економічної діяльності самих корпорацій. 

## Сутність терміна
Термін описує сучасну економіку багатьох розвинутих демократичних країн, адже нині немає «чистої» ринкової економіки:  більша частина господарства перебуває у приватних руках. Проте важливі її сфери: залізниця, паливно-енергетичний комплекс, освіта, охорона природи, соціальний захист — належать державі та уряд впливає на економічні та соціальні процеси. При цьому піклування деяких держав про розвиток соціальної сфери настільки сильне, що їхню економіку називають соціально-ринковою.

## Основні характеристики
Основними рисами змішаної економіки є наступні:
- функціонування економіки на засадах плюралізму форм власності — приватної, колективної, державної та розмаїття форм господарювання — оренди, акціонування, кооперації, партнерства;
- розвиток державного підприємництва і формування державного сектору економіки;
- макроекономічне прогнозування, планування і програмування розвитку економіки загалом та її окремих галузей;
- розподіл і перерозподіл державою ресурсів і доходів на основі формування державного бюджету та державних фінансів, здійснення податкової політики і соціального регулювання;
- модифікація ринкового ціноутворення внаслідок запровадження внутрішньофірмових (трансфертних) цін і державного регулювання цін на ресурси і продукти;
- державне регулювання науково-технічного та інноваційного розвитку;
- регулювання державою та профспілками умов, оплати та ринку праці;
- соціалізація економічної системи капіталізму на засадах соціального страхування і соціального захисту населення, соціального партнерства;
- підтримання конкурентних умов господарювання і запобігання монополізму.

Так як це змішаний тип економічної системи, то, звичайно, зазнали змін й основні положення вільного ринку. По-перше, зміни в конкуренції. Конкуренція з досконалої перетворюється в недосконалу. Це означає, що з'являється явище про домову цінової політки, що може негативно вплинути на баланс «покупець-продавець». Це може призвести до обмеження умов вибору товарів для покупця. Новим виробникам вже не так легко пробитися на ринок товарів. 
Розрізняють основні типи недосконалої конкуренції:
а) Монополістична конкуренція – коли на ринку різні виробники пропонують схожі товари, але хочуть придати їм специфічного забарвлення. Наприклад, телефон з функцією мр-3 або японське кафе. 
б) Олігополістична конкуренція – характеризується наявністю декількох виробників, що контролюють ринок товарів деякої галузі. Наприклад, газові та нафтові трейдери, або побутової техніки (холодильники, пилососи)
в) Чиста монополія – у цьому випадку існує лише один продавець. Це є дуже великим перекосом в співвідношенні «продавець-покупець», й негативно для покупця, тому що в нього немає вибору покупки в іншого продавця. Він мало що може зробити, щоб вплинути на цінову політику. Прикладами цього виду є продаж зброї, випуск грошей та інші.
Розвиток приватної власності в умовах змішаної економічної системи гармонійно доповнюється поширенням колективної форми власності та модифікується внаслідок підприємницьких дій самої держави. Результатом цього є різноманітність форм власності й господарювання, притаманна сучасним розвиненим економікам. 
Отже, змішана економічна - це система, що базується на гнучкому механізмі державного втручання у соціально-економічні процеси, при чому як ринок так і держава не переважають один над одним.
У Великій Британії та Швеції запроваджені, в основному,державні системи охорони здоров'я,що забезпечують безкоштовну й однакову медичну допомогу всім громадянам,а приватні-обкладаються досить високими податками.
В умовах змішаної економіки уряди мають право переводити у державну власність неблагополучні фірми,діяльність яких вважається життєво необхідною для національних інтересів.
Змішаною називається економіка, у якій держава відіграє важливу роль у спрямуванні інвестиційної діяльності приватних підприємств за допомогою так званої промислової політики,у регулюванні бізнесу відповідно до національних інтересів.